# Buddha
Buddha ( बुद्ध ) er en titel og ikke et personnavn, og det refererer til en oplyst eller opvågnet person. Den mest kendte Buddha er Siddharta Gautama Buddha, også kendt som Shakyamuni Buddha, som er stifteren af buddhismen. Siddhartha Gautama Buddha var en indisk prins, der blev født i det 6. århundrede f.v.t. i det nuværende Nepal.

## Begrebet
Ordet Buddha kommer fra sanskrit budh ( बुद्ध) og betyder “oplyst”. Buddha er en ærestitel, der på sanskrit anvendes til at betegne 'den opvakte' eller 'den oplyste'. Titlen sigter til den åndelige erkendelse, som Siddhartha Gautama opnåede som 35-årig efter at have levet seks år som omvandrende asket. Titlen kan henvise til den historiske Buddha Siddharta Gautama eller til andre, der har opnået den samme grad af oplysning.

## Den historiske Buddha
Siddharta Gautama er altid er afbildet tynd. Billeder og figurer af ham er populære, og den klassiske, feminine udstråling har betydet, at nogle fejlagtigt har troet, at der er tale om en kvindelig Buddha.
Den "tykke mand" som oftest antages for at være den historiske Buddha, hedder faktisk Budai (kinesisk) eller Hotei (japansk) og var en kinesisk munk, der var kendt for sit gode humør. Hans navn betyder "Stofsæk" og henviser til den sæk, han altid har med sig.